# Bodega (Kalifornija)
Bodega je naseljeno područje za statističke svrhe u američkoj saveznoj državi Kalifornija. Prema popisu stanovništva iz 2010. u njemu je živjelo 220 stanovnika.